# Falsa identidad
Falsa identidad (no Brasil, Falsa Identidade) é uma série de televisão de drama americana criada por Perla Farías e produzida por Telemundo Global Studios e Argos Comunicación e exibida pela Telemundo entre 11 de setembro de 2018 e 25 de janeiro de 2021, em 2 temporadas. 
Protagonizada por Luis Ernesto Franco, Camila Sodi e Alexa Martín e antagonizada por Sergio Goyri, Samadhi Zendejas, Eduardo Yáñez, Alejandro Camacho, Azela Robinson, Uriel del Toro, Gabriela Roel, Marcus Ornellas e Marco de la O e atuaçãoes estelares de Sonya Smith, Álvaro Guerrero, Dulce María, Geraldine Bazán, Vanessa Acosta e Rubén Sanz e com o primeiro ator Otto Sirgo.
A série foi apresentada durante o período inicial da Telemundo para a temporada televisiva de 2018-2019, e gira em torno de dois completos estranhos que têm que assumir a identidade dum casamento sólido para escapar de seu passado e escapar de seus inimigos.

## Sinopse

### 1ª Temporada
Diego (Luis Ernesto Franco) e Isabel (Camila Sodi) assumiram novas identidades sob o programa federal de proteção a testemunhas e começaram uma nova vida em Nebraska. Enquanto Diego luta para se ajustar à sua nova identidade, para Isabel a mudança lhe deu confiança para ajudar sua família. No entanto, uma situação extrema em suas vidas força seu retorno ao México e, mais uma vez, eles serão forçados a enfrentar seus inimigos.
Diego Hidalgo e Isabel Fernández são duas pessoas com mundos completamente diferentes que se cruzam aceitando carregar uma falsa identidade de um casamento feliz para fugir daqueles inimigos que não perdoam.
Desde a morte do pai de Diego, seu irmão Eliseo (Manuel Balbi), o Presidente Municipal de Álamos, prometeu ao falecido pai cuidar e zelar por seu irmão, situação que leva Eliseo a protegê-lo ao descobrir que Diego faz parte de um gangue de criminosos que rouba combustível do estado e o vende para o traficante mais respeitado de Sonora, Gavino Gaona (Sergio Goyri). Este, ao saber que Diego, sendo namorado de sua filha Circe (Samadhi Zendejas), tem um caso com sua esposa Silvia (Carla Giraldo), enlouquece de fúria e põe um preço em sua cabeça, obrigando seus homens a desfazerem seu ambiente e levá-lo para seu rancho, vivo ou morto.
Por outro lado, Isabel é uma dona de casa inocente, mãe de Ricas (Checo Perezcuadra e Amanda (Barbie Casillas). Com apenas 15 anos de idade, ela se casou com Porfírio Corona (Marcus Ornellas), um cantor da música nortista que fracassou na carreira e foi um homem íntegro, mas com o tempo, dessa personalidade nobre e sensível, ele se tornou um completo machista. Isabel sempre foi criada com a ideia de ser mãe e esposa exemplares, o que a leva a deixar passar os abusos de Corona. Quando ele a manda para o hospital e é informada de que ela perdeu seu filho devido aos repetidos ataques físicos causados por Corona, Isabel chega ao limite e, farta dos maus-tratos do marido, decide pedir ajuda a Zoraida (Rebeca Manríquez), a governanta da casa de Eliseu. Assim, Isabel e os filhos arrumam suas coisas e fogem para a casa do Presidente Municipal. Corona, protegido por seu pai, o comandante da polícia, Mateo Corona (Eduardo Yáñez), dá- lhe maus conselhos para que ele possa processar Isabel por sair de casa.
Eliseo, pronto para proteger com unhas e dentes seu irmão Diego, ao conhecer Isabel e seus filhos e sabendo que um casal americano havia morrido recentemente perto da fronteira, trama o plano de que Diego e Isabel suplantassem as identidades desse casal fingindo que eles são um casal. Para completar a farsa, os dois concordam em fazer com que Ricas também assuma um novo nome, passando de Diego Hidalgo, Isabel Fernández e Ricas Corona para Emiliano, Camila e Max Guevara respectivamente. Com essa mentira, Eliseo se desfaz dos documentos oficiais de Diego e Isabel para declarar à mídia que o irmão dele morreu.
Com identidade legal, Isabel, Diego e Ricas cruzam para os Estados Unidos e se refugiam em um hotel próximo à fronteira, mas uma troca de tiros faz com que eles se tornem responsáveis pela morte de um dos homens, o que faz eles se fixarem na Cidade do México. Isabel consegue trabalho como dançarina no cabaré Babel, comandado por Ramona (Azela Robinson) e Jim (Martin Kuiper), e Diego continua seu trabalho como traficante de combustível. Com o tempo, Diego e Isabel se descobrem apaixonados, mas terão que passar por algumas dificuldades, como o Corona que os encontra e logo ficará doente e tentará refazer sua familia com Isabel; a com a rebeldia de Amanda que não aceita outro homem na família além do seu pai; e principalmente da vingativa Circe, ex-noiva de Diego, que nunca aceitou ser trocada por outra mulher.

### 2ª Temporada
Após conseguirem fugir de Mateo Corona, Diego e Isabel assumiram novas identidades sob o programa federal de proteção a testemunhas e começaram uma nova vida em Nebraska. Enquanto Diego luta para se ajustar à sua nova identidade, para Isabel a mudança lhe deu confiança para ajudar sua família. No entanto, uma situação extrema em suas vidas força seu retorno ao México e, mais uma vez, eles serão forçados a enfrentar seus inimigos.

## Produção
As gravações da trama se iniciaram em 22 de julho de 2018 na cidade de Álamos, estado de Sonora.

## Elenco
| Ator                   | Personagem                                                            | Temporadas   | Temporadas |            |
| Ator                   | Personagem                                                            | T1           | T2         |            |
| ---------------------- | --------------------------------------------------------------------- | ------------ | ---------- | ---------- |
| Luis Ernesto Franco    | Diego Hidalgo Virrueta / Emiliano Guevara / Oliver Dunn               | Principal    | Principal  |            |
| Camila Sodi            | Isabel Fernández de Corona / Camila de Guevara / Lisa Dunn            | Principal    | Principal  |            |
| Sergio Goyri           | Gavino Gaona                                                          | Principal    |            |            |
| Samadhi Zendejas       | Circe Gaona Flores «La Mami Chula»                                    | Principal    | Principal  |            |
| Eduardo Yáñez          | Mateo Corona                                                          | Principal    | Principal  |            |
| Sonya Smith            | Fernanda Virrueta López                                               | Principal    | Principal  |            |
| Alejandro Camacho      | Augusto Orozco Quiroz                                                 | Recorrente   |            |            |
| Azela Robinson         | Ramona Flores                                                         | Recorrente   | Principal  | Principal  |
| Dulce María            | Victoria Lamas #1                                                     |              | Principal  | Principal  |
| Alexa Martín           | Victoria Lamas #2                                                     |              | Principal  | Principal  |
| Uriel del Toro         | José «Joselito» Hernández Esparza / Jaime «Jaimito» Hernández Esparza | Principal    | Principal  |            |
| Alvaro Guerrero        | Ignacio Salas                                                         | Recorrente   | Recorrente |            |
| Marcus Ornellas        | Porfirio Corona                                                       | Recorrente   |            |            |
| Geraldine Bazán        | Marlene Gutiérrez                                                     | Recorrente   |            |            |
| Gabriela Roel          | Felipa Pérez                                                          | Recorrente   | Recorrente |            |
| Gimena Goméz           | Nuria                                                                 | Recorrente   | Recorrente |            |
| Pepe Gámez             | Deivid                                                                | Recorrente   | Recorrente |            |
| Vanesa Restrepo        | Paloma Luján                                                          | Recorrente   |            |            |
| Claudia Zepeda         | Diana                                                                 | Recorrente   | Recorrente |            |
| Toño Valdés            | Jesús «Chucho» Castellanos                                            | Recorrente   | Recorrente |            |
| Carla Giraldo          | Silvia                                                                | Recorrente   |            |            |
| Rebeca Manríquez       | Zoraida                                                               | Recorrente   | Recorrente |            |
| Juliette Pardau        | Gabriela «Gaby»                                                       | Recorrente   |            |            |
| Martijn Kuiper         | Jim                                                                   | Recorrente   |            |            |
| Pedro Hernández        | Piochas                                                               | Recorrente   |            |            |
| Alejandra Zaid         | Lourdes Almaraz                                                       | Recorrente   |            |            |
| Hugo Catalán           | Erick                                                                 | Recorrente   |            |            |
| Fernando Memije        | Ramiro                                                                | Recorrente   |            |            |
| Carlos Tavera          | El Topo                                                               | Recorrente   |            |            |
| Eduardo Garzón         | El Pelos                                                              | Recorrente   |            |            |
| Mauricio de Montellano | Brandon                                                               | Recorrente   |            |            |
| Manuel Balbi           | Eliseo Hidalgo Virrueta                                               | Recorrente   |            |            |
| Barbie Casillas        | Amanda Corona Fernández / Mary Dunn                                   | Recorrente   | Recorrente |            |
| Checo Perezcuadra      | Ricardo Corona Fernández «Ricas» / Max Guevara / Jason Dunn           | Recorrente   | Recorrente |            |
| Juan Carlos Serrano    | JJ Ibarra                                                             | Recorrente   |            |            |
| Mariana Junco          | Margot Guevara                                                        | Participação |            |            |
| Jorge Almada           | Acevedo                                                               | Recorrente   |            |            |
| John Jairo Rodríguez   | Marco Ibarra                                                          | Recorrente   |            |            |
| Jesús Castro Ponce     | Alberto Sánchez                                                       | Recorrente   |            |            |
| Carlos Girón           | Bustamante                                                            | Recorrente   |            |            |
| Jean Paul Leroux       | Alex Mendéz                                                           | Participação | Recorrente | Recorrente |
| Marco de la O          | Claudio Arismendi «El Buitre»                                         |              | Recorrente | Recorrente |
| Vanessa Acosta         | July Jane                                                             |              | Recorrente | Recorrente |
| Rubén Sanz             | Padre Rafael                                                          |              | Recorrente | Recorrente |
| David Palacio          | El Man                                                                |              | Recorrente | Recorrente |
| Abril Schreiber        | Gabriela «Gaby» #2                                                    |              | Recorrente | Recorrente |
| Ana Jimena Villanueva  | Rosa                                                                  |              | Recorrente | Recorrente |
| Víctor Olveira         | Darwin Herfer                                                         |              | Recorrente | Recorrente |
| Arnoldo Picazzo        | Mauricio                                                              |              | Recorrente | Recorrente |
| Latin Lover            | El Míster                                                             |              | Recorrente | Recorrente |
| Sebastián Dante        | Benito Arismendi «El Cachorro»                                        |              | Recorrente | Recorrente |
| Miguel Jiménez         | Alberto                                                               |              | Recorrente | Recorrente |
| Otto Sirgo             | Plácido Arismendi «El Apá»                                            |              | Recorrente | Recorrente |

## Exibição
| Temporadas | Episódios | Horário                 | Transmissão original   | Transmissão original  | Transmissão original |
| Temporadas | Episódios | Horário                 | Estreia                | Final                 | Temporada na TV      |
| ---------- | --------- | ----------------------- | ---------------------- | --------------------- | -------------------- |
| 1          | 91        | Segunda à sexta 10pm/9c | 11 de setembro de 2018 | 21 de janeiro de 2019 | 2018-2019            |
| 2          | 78        | Segunda à sexta 10pm/9c | 22 de setembro de 2020 | 25 de janeiro de 2021 | 2020-2021            |

A primeira temporada da novela estreou em 11 de setembro de 2018, em substituição à 3ª temporada de Sin senos sí hay paraíso, ficando no ar até 21 de janeiro de 2019, sendo substituída por Jugar con fuego.
A segunda temporada foi exibida entre 22 de setembro de 2020, substituindo Enemigo íntimo 2 até 25 de janeiro de 2021, sendo substituída por Buscando a Frida.

### Exibição no Brasil
No Brasil, a primeira temporada pode ser vista pelo streaming Globoplay desde 13 de março de 2023.